# М'ясний скандал в Європі на початку 2013 року
М'ясний скандал вибухнув в Європі на початку 2013 року і триває до теперішнього часу [коли?]. З'ясувалося, що виробники м'яса додавали в свою продукцію конину і свинину, видаючи її за 100% -у яловичину  . Цей факт привернув увагу ЗМІ та громадськості 15 січня 2013 року, коли було оголошено про виявлення ДНК коней в заморожених біфбургерах, що продавалися в деяких супермаркетах Британії та Ірландії.
Велика Британія стала центром скандалу, так як жителі цієї країни історично не вживають в їжу конину, на відміну, наприклад, від Франції, Бельгії та інших країн, де кінське м'ясо вважається делікатесом. У Великій Британії проходять перевірки і закриття боєнь, за попередніми підрахунками з магазинів вилучено близько десяти мільйонів бургерів. Продукти, що містять конину, поставляли в англійські супермаркети «Tesco» і «Iceland» і в ірландські магазини мереж «Aldi», «Lidl» і «Dunnes Stores». Відкликали підозрілі продукти і більшість французьких супермаркетів (у тому числі «Auchan»).
Скандал перекинувся також на Німеччину, Данію, Іспанію, Кіпр, Люксембург, Швецію та інші країни. Тут основною претензією до виробників є те, що споживачеві не повідомлялося про точний склад продуктів. Конину виявили у замороженій лазаньї, соусі болоньєзе, котлетах для гамбургерів і вопперах фастфуду «Burger King». Також виявилися замішані в м'ясному скандалі корпорації Nestle і Sodexo, найбільші гравці харчового ринку Європи. Торговельні мережі Фінляндії добровільно вилучили з продажу підозрілі партії м'ясних напівфабрикатів. Продукти були передані Армії порятунку для роздачі незаможнім.
Саме по собі кінське м'ясо нічим не небезпечне і є більш дієтичним продуктом ніж, наприклад, свинина. Воно є обов'язковим компонентом деяких ковбас.
Скандал підняв питання про надмірну заплутаність всієї системи постачання харчової промисловості в ЄС взагалі. В даний час Єврокомісія займається розробкою додаткових правил маркування м'ясних виробів.

## Див. Також
- Фальсифікація харчових продуктів